# Entre visillos
 (août 2024).
Si vous disposez d'ouvrages ou d'articles de référence ou si vous connaissez des sites web de qualité traitant du thème abordé ici, merci de compléter l'article en donnant les références utiles à sa vérifiabilité et en les liant à la section « Notes et références ».
 (novembre 2021).
La mise en forme du texte ne suit pas les recommandations de Wikipédia : il faut le « wikifier ».
Les points d'amélioration suivants sont les cas les plus fréquents. Le détail des points à revoir est peut-être précisé sur la page de discussion.
- Les titres sont pré-formatés par le logiciel. Ils ne sont ni en capitales, ni en gras.
- Le texte ne doit pas être écrit en capitales (les noms de famille non plus), ni en gras, ni en italique, ni en « petit »…
- Le gras n'est utilisé que pour surligner le titre de l'article dans l'introduction, une seule fois.
- L'italique est rarement utilisé : mots en langue étrangère, titres d'œuvres, noms de bateaux, etc.
- Les citations ne sont pas en italique mais en corps de texte normal. Elles sont entourées par des guillemets français : « et ».
- Les listes à puces sont à éviter, des paragraphes rédigés étant largement préférés. Les tableaux sont à réserver à la présentation de données structurées (résultats, etc.).
- Les appels de note de bas de page (petits chiffres en exposant, introduits par l'outil «  Source ») sont à placer entre la fin de phrase et le point final[comme ça].
- Les liens internes (vers d'autres articles de Wikipédia) sont à choisir avec parcimonie. Créez des liens vers des articles approfondissant le sujet. Les termes génériques sans rapport avec le sujet sont à éviter, ainsi que les répétitions de liens vers un même terme.
- Les liens externes sont à placer uniquement dans une section « Liens externes », à la fin de l'article. Ces liens sont à choisir avec parcimonie suivant les règles définies. Si un lien sert de source à l'article, son insertion dans le texte est à faire par les notes de bas de page.
- La présentation des références doit suivre les conventions bibliographiques. Il est recommandé d'utiliser les modèles {{Ouvrage}}, {{Chapitre}}, {{Article}}, {{Lien web}} et/ou {{Bibliographie}}. Le mode d'édition visuel peut mettre en forme automatiquement les références.
- Insérer une infobox (cadre d'informations à droite) n'est pas obligatoire pour parachever la mise en page.

Pour une aide détaillée, merci de consulter Aide:Wikification.
Si vous pensez que ces points ont été résolus, vous pouvez retirer ce bandeau et améliorer la mise en forme d'un autre article.
Entre visillos est un roman rédigé en espagnol par Carmen Martín Gaite, écrivaine espagnole. Appartenant au courant littéraire du roman social, caractéristiques des années 1950, dans l'Espagne franquiste, ce livre décrit la vie quotidienne de personnages essentiellement féminins dans une ville provinciale pouvant être assimilée à Salamanque. L'auteure a reçu le prix Nadal de 1957 pour cet ouvrage. Ce livre fut écrit entre janvier 1955 et septembre 1957 et publié en 1958. Il est l'un des 100 meilleurs romans espagnols du XXe siècle.

## Caractéristiques littéraires
Il est caractérisé par le protagonisme collectif, dépeignant une multitude de personnages évoluant ensemble dans un même cercle social, sans trop se focaliser sur leur individualité. L'histoire se centre sur la condition de la femme bourgeoise des années 1950 en Espagne, contrainte à être spectatrice, à être soumise aux hommes et à la morale. Les femmes sont le plus souvent fiancées bien que jeunes, et en proie à des unions tendues ou sans passion. L'histoire comporte trois narrateurs, un narrateur extradiégétique et deux narrateurs-personnages : Pablo Klein et Natalia. Cependant, l'intrigue est essentiellement déployée par le biais de discussions entre personnages, dans un langage oral et familier. Enfin, l'histoire est rédigée par séquences narratives, chronologiquement, mais sans nécessairement de continuité temporelle ou logique.

## Résumé
Pablo Klein, après avoir voyagé à l'étranger, revient dans une capitale de province dans laquelle il a vécu quelques années de son enfance avec son père. Souhaitant revoir cette ville qui lui évoque beaucoup de souvenirs, il y a accepté un poste de remplacement de professeur d'allemand dans l'Instituto femenino, le lycée dédié aux filles. Parallèlement, on suit l'histoire des filles de deux familles : la famille Ruiz, dans laquelle se trouvent trois sœurs : Mercedes (30 ans), Julia (27 ans) et Natalia (16 ans). Julia est fiancée à Miguel, avec qui elle entretient une relation essentiellement épistolaire, puisqu'il vit avec Madrid, et avec qui les relations seront tendues durant le roman, puisque le père de Julia, Don Luis, ne veut pas de cette relation et que Miguel souhaite que Julia soit moins conformiste. Finalement, elle finit par partir de Madrid. Mercedes, elle, est un personnage secondaire, qui méconsidère les hommes et n'a pas d'union véritable. Natalia, l'un des personnages centraux, est une fille timide qui n'aura pas non plus d'union. On suit également la famille Dominguez, famille de l'ancien directeur du lycée, décédé au commencement de l'histoire. Dans cette famille se trouve Elvira, une fille qui doit se soumettre à un deuil rigoriste et traditionnel imposé par sa mère. Elvira est fiancée à Emilio del Yerro, un littéraire pour qui elle n'éprouve aucun sentiment, quoiqu'il s'écarte de l'homme dur des années 1950, étant très attentionné. Elvira tombe en réalité amoureuse dès le début du professeur Pablo Klein, lorsqu'il se rend chez elle après avoir appris la mort du directeur à son arrivée dans la ville. Cette inclination est réciproque, et les deux auront une liaison d'abord épistolaire, chaotique, puis se rencontreront par hasard dehors et finissant par s'embrasser. Avant cela, Pablo avait eu une courte relation avec Rosa, pensionnaire de la même auberge, et animatrice du Casino, lieu de rencontres et de fêtes central dans le roman. Mais Elvira, se sentant coupable, décide de se marier à Emilio. Peu après les cours commencent et Natalia devient l'élève de Pablo, et en tombe amoureuse. Celui-ci la convainc de s'opposer à son père qui lui refuse la possibilité de poursuivre ses études, en sciences naturelles, à Madrid. Un autre personnage intéressant est Gertru, initialement meilleure amie de Natalia. Cette dernière est l'archétype de la femme des années 1950 en Espagne, soumise à son fiancé Angel, lequel est violent, intransigeant et machiste. Elle finit par célébrer son mariage à la fin du livre, mariage auquel assiste Natalia. On y apprend que sa grande sœur, Josefina, a subi le même sort. Le livre se clôt par le départ précipité[incompréhensible] et imprévu de Pablo, n'ayant pas pu se lier à Elvira.

## Titre
Entre visillos fait référence au mot visillo, rideau de dentelle, ces rideaux fins et transparents. Il se réfère ainsi au monde domestique, celui de la femme de cette époque, qui est plus spectatrice qu'actrice des événements. Cette réalité est particulièrement palpable avec Elvira, mais aussi de par la prééminence de lieux tels que le mirador, les balcons, les fenêtres...